# Дракон-герой
«Дракон-герой» (англ. The Dragon, the Hero, кит. трад. 雜家高手, упр. 杂家高手, палл. Цза цзя гао шоу) — тайваньский фильм с боевыми искусствами режиссёра Годфри Хо, вышедший на экраны в 1979 году. Съёмки проходили в Гонконге и на Тайване.

## Сюжет
Ду Усэнь и Тан Цзялу — потомки мастеров стиля Каменный Кулак. Эти мастера когда-то были лучшими друзьями, но потом стали врагами. Один из них умер. Спустя двадцать лет пути Усэня и Цзялу пересекаются. Цзялу, сын умершего мастера, хочет отомстить. Тем не менее, попытки отомстить заканчиваются неудачей, поскольку Ду Усэнь — эксперт Каменного Кулака, а Тан Цзялу ещё не достиг такого мастерства; Цзялу проигрывает каждый раз. И только когда оба осознают, что имеют одну цель и одних и тех же врагов, они объединяют свои усилия для борьбы с контрабандистами.

## В ролях
- Джон Лю[англ.] — Ду Усэнь
- Тино Вон — Тан Цзялу
- Филлип Ко — Ма Ти
- Чань Лау — Жун Тяньхао / Ма Тяньлу
- Дрэгон Ли[англ.] — Тянь
- Чён Кам — Толстый Лун
- Дэвид Ву — коллега Толстого Луна
- Боло Йен — Кинг-Конг
- Лёй Юккхуань
- Марс — один из нападающих бойцов
- Нельсон Ли — мастер стиля «Кулак золотого тигра»
- Эллен Кунь
- Сай Куапхау — дедушка
- Ли Тяньин
- Александр — иностранец на рынке
- Джим Джеймс — человек с сигарой
- Вон Чимин
- Вон Яухоу

## Съёмочная группа
- Компания: Asso Asia Films
- Продюсер: Джозеф Лай
- Исполнительный продюсер: Томас Тан
- Режиссёр: Годфри Хо[англ.]
- Сценарист: Ситхоу Онь[кит.]
- Ассистент режиссёра: Уильям Чён
- Постановка боевых сцен: Тан Такчхён, Вон Чимин
- Монтажёр: Винсент Лён
- Грим: Чхой Сиучань
- Оператор: Яу Кхэй
- Композитор: Ма Мань, Чэнь Чжун